# Condado de Wicklow
Wicklow (em irlandês Cill Mhaintáin) é um condado da República da Irlanda, na província de Leinster, no leste do país.
Seus limites são o Condado de South Dublin e o Condado de Dun Laoghaire-Rathdown a norte, o Mar da Irlanda a leste, o Condado de Wexford ao sul, o Condado de Carlow a sudoeste e o Condado de Kildare a noroeste.
A capital tem o mesmo nome do condado, mas o centro urbano mais importante é Bray.